# Duraisamy Simon Lourdusamy

Kardinalswappen von Duraisamy Simon Lourdusamy

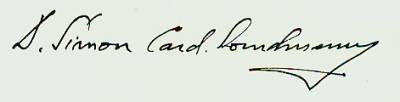
Unterschrift des Kardinals

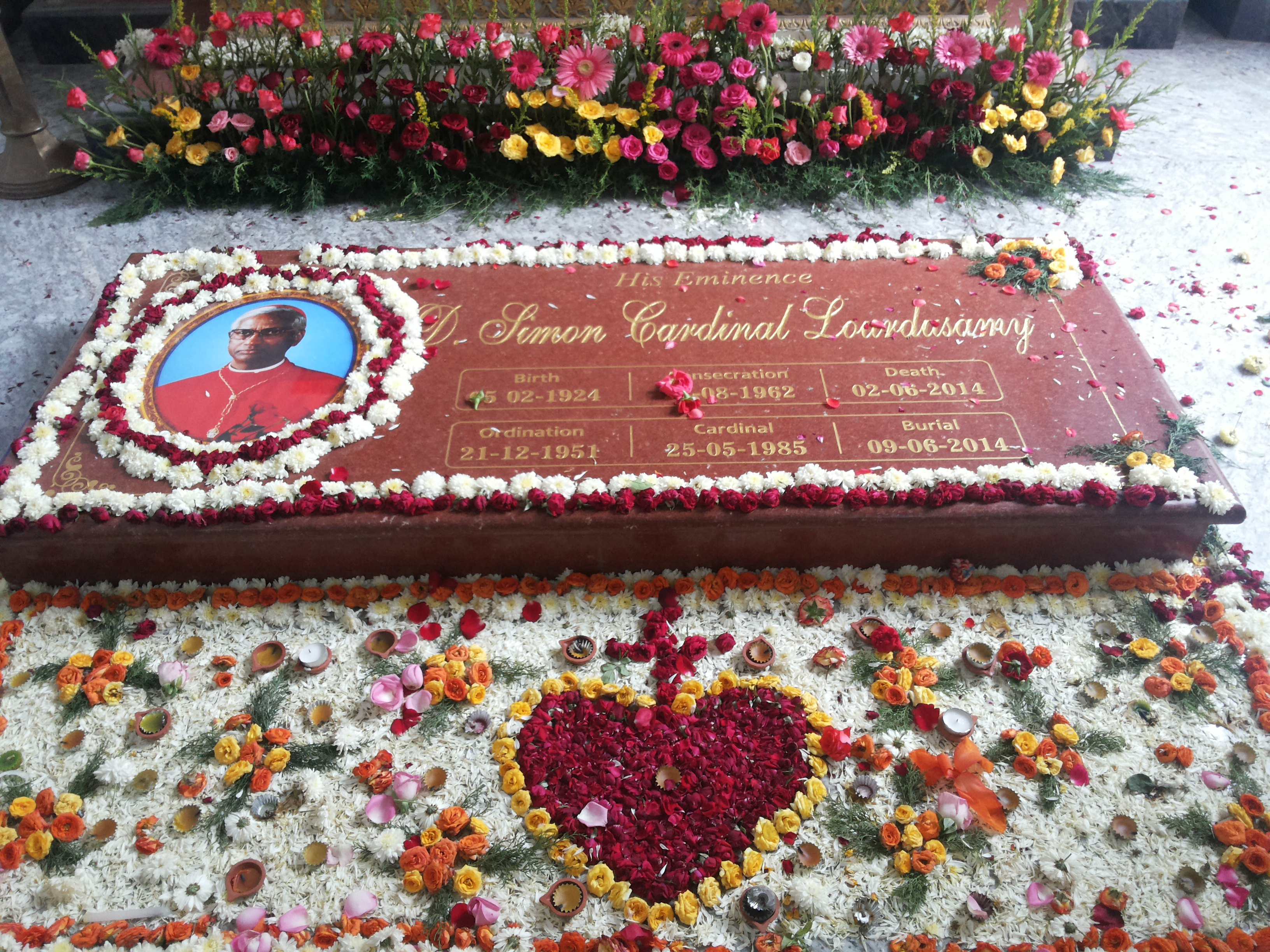
Grabmal des Kardinals mit Foto (Kathedrale von Puducherry)

Duraisamy Simon Kardinal Lourdusamy (Tamil துரைசாமி சைமன் லூர்துசாமி; * 5. Februar 1924 im Dorf Kalleri, Tamil Nadu, Indien; † 2. Juni 2014 in Rom) war ein indischer Kurienkardinal der römisch-katholischen Kirche. Er war der vierte aus Indien stammende Kardinal und der erste Kurienkardinal, der aus Asien stammte.

## Leben
Duraisamy Simon Lourdusamy studierte nach seiner Schulzeit in Tindivanam und Cuddalore Philosophie am diözesanen Priesterseminar in Pondicherry (ab 1939) sowie Theologie und Philosophie am Päpstlichen Seminar St. Peter in Bangalore (1946–1951). Er empfing am 21. Dezember 1951 durch Auguste-Siméon Colas MEP, den Erzbischof von Pondicherry, die Priesterweihe. Nach verschiedenen Tätigkeiten im Ordinariat und Seelsorge absolvierte er Aufbaustudien am Loyola College in Madras. An der Päpstlichen Universität Urbaniana in Rom absolvierte er ein Doktoratsstudium in Kanonischem Recht (1953–1956). In der Diözese Pondicherry war er Kanzler und Sekretär des Erzbischofs. Er war Herausgeber der katholischen Wochenzeitung „Sarva Viabi“ in tamilischer Sprache.
Bereits im Alter von 38 Jahren wurde Lourdusamy von Papst Johannes XXIII. zum Titularbischof von Sozusa in Libya ernannt und mit der Aufgabe eines Weihbischofs im Erzbistum Bangalore betraut. Die Bischofsweihe spendete ihm am 22. August 1962 der Erzbischof Ambrose Rayappan. Mitkonsekratoren waren Rajarethinam Arokiasamy Sundaram, Bischof von Tanjore, und Daniel Paul Arulswamy, Bischof von Kumbakonam. Er war Konzilsvater des Zweiten Vatikanischen Konzils und Teilnehmer der zweiten, dritten und vierten Sitzungsperiode.
Am 9. November 1964 erfolgte durch Papst Paul VI. die Einsetzung als Koadjutorerzbischof von Bangalore und die Ernennung zum Titularerzbischof von Philippi. Mit dem Rücktritt Thomas Pothacamurys am 11. Januar 1968 folgte er diesem als Erzbischof von Bangalore nach.
Anfang der 1970er Jahre berief Papst Paul VI. Lourdusamy zusammen mit dem aus Benin stammenden Erzbischof Bernardin Gantin an die römische Kurie und beauftragte die beiden Geistlichen mit Leitungsaufgaben in der Kongregation für die Evangelisierung der Völker. Am 26. Februar 1973 wurde er zum Sekretär der Kongregation für die Evangelisierung der Völker ernannt. Zudem erfolgte die Berufung zum Vizekanzler an der Päpstlichen Universität Urbaniana.
Im feierlichen Konsistorium vom 25. Mai 1985 nahm ihn Papst Johannes Paul II. als Kardinaldiakon mit der Titelkirche Santa Maria delle Grazie alle Fornaci fuori Porta Cavalleggeri in das Kardinalskollegium auf. Am 30. Oktober 1985 folgte die Ernennung des indischen Prälaten zum Präfekten der Kongregation für die orientalischen Kirchen. In dieser Funktion war Lourdusamy bis zum 24. Mai 1991 für die Beziehung Roms zu den katholischen Ostkirchen beauftragt. Am 5. April 1993 wurde er zum Kardinalprotodiakon, dem amtierenden dienstältesten Kardinaldiakon, berufen. Am 29. Januar 1996 erfolgte die Ernennung zum Kardinalpriester.
Er war Mitglied der Apostolischen Signatur, dem obersten Gerichtshof der römischen Kurie, und Mitglied des Päpstlichen Rates für die Gesetzestexte. Des Weiteren war er Mitglied der Kongregation für die Evangelisierung der Völker, der Kongregation für die Selig- und Heiligsprechungsprozesse und des Päpstlichen Komitees für die Eucharistischen Weltkongresse sowie des Päpstlichen Rates für den Interreligiösen Dialog und des Päpstlichen Rates für die Familie. Er war der von Papst Johannes Paul II. bestellte Apostolische Delegat zur Beisetzung von Mutter Teresa im Jahre 1997.
Kardinal Lourdusamy lebte zuletzt zurückgezogen in seinem römischen Appartement unweit des Petersdomes und trat nur noch gelegentlich bei kirchlichen Großereignissen in Erscheinung. Duraisamy Simon Lourdusamy verstarb am 2. Juni 2014 im Alter von 90 Jahren in Rom. Er wurde in der Immaculate Conception Cathedral in Pondicherry bestattet. Der Beisetzung wohnten mehr als 2000 Menschen bei.

## Ehrungen und Auszeichnungen
- 1976: Kommandeur der Ehrenlegion, Frankreich
- 1977: Verdienstorden der Bundesrepublik Deutschland (Großes Verdienstkreuz mit Stern)
- 1977: Order of the Star of Africa (Grand Commander), Liberia
- 1979: Ehrendoktorwürde der Adamson University, Manila, Philippinen
- 1983 Order of Brilliant Star (First Class), Thailand
- 1988: Ordens der Eichenkrone (Großkreuz), Luxemburg
- 1989: Ehrendoktorwürde der Pondicherry University, Indien